# Muzej žena Crne Gore
Muzej žena Crne Gore je elektronski muzej koga je osnovala  NVO NOVA Centar za feminističku kulturu iz Podgorice, sa ciljem da na jednom mestu okupili sve rasute ili zanemarene istorijske artefakte i dokumenta o životu žena u prošlosti Crne Gore, i tako ih učini vidljivim.  Muzej je nastao pre svega i kao nasušna potreba ženama, koje su stalno plaćale visoku cenu zaborava ženske istorije, i gubitka vlastite pozicije...u borbama za pogrešne ili unapred izgubljene bitke.  Muzej žena koji je zamišljen kao mesto na kojem će cela Crna Gora sabirati znanja o svojim pretkinjama i sećanja na njih, time je dao priliku Crnogorkama koje su živela i stvarale u prošlosti, da dobiju priliku da izađu iz senke patrijarhalnih stereotipa o “starim Crnogorkama” i da budu sagledane kao celovite ličnosti i istorijski subjekti.

## Opšte informacije
Muzej žena Crne Gore nastao je kao zajednički poduhvat svih žena i građana Crne Gore, koji su odvojili vreme i sredstva i otvorili privatne zbirke, kako bi se   dokumenta o životu žena u prošlosti Crne Gore rasuta  po privatnim albumima i zatvorena u lične i porodične uspomene, sakupile na jednom mestu, i time ispisale  žensku stranu istorije Crne Gore.

## Istorija

### Preduslovi
Žene koje su traganje za sopstvenom istorijom započele 1960-tih godina, u 1980-tim su uspele da artikulišu posebne odlike muzeja kakve su nameravale da stvore i odmah počele da osnivaju muzeje u skladu sa svojim zamislilima.
Mađutim  početak istorije ženskih muzeja ne treba vezati za 1980-te godine, kada je nastao prvi muzej koji je nazvan „muzejem žena“, jer je  na primer „ Muzej  žena pilota iz 99-ih“  (engl. 99s Museum of Women Pilots) osnovan 1929. u Oklahomi od strane  99 žena pilota iz Sjedinjenih Američkih Država, koje su naporno radile da bi uspele u vazduhoplovnoj  profesiji kojom su od zateka vazduhoplovstva dominirali muškarci. Sa preko 5.000 kvadratnih metara prostora, Muzej 99 žena pilota  sadrži postavke i artefakte koji se fokusiraju na očuvanje istorije žena u vazduhoplovstvu, poštujući njihova dostignuća u prošlosti, kao i prepoznajući trenutna dostignuća. Pored toga, na lokaciji se čuvaju arhive i drugi resursi, kao i jedna od najvećih kolekcija dokumenata i predmeta Amelije Erhart.
Tokom 1980-1990, koncept roda kao društvenog konstrukta je ušao u jezik muzeologije i imao je pozitivan efekat na diskurs izložbe nekih muzeja, omogućavajući i da se pojavi novi tip muzeja - ženskih muzeja.
Prvi zvanični ženski muzej u svetu osnovala je Marianne Pitzen 1981. godine u nemačkom gradu Bonu, nakon što su članice nemačkog feminističkog pokreta zauzele jednu zgradu.. U njemu je od 2006. smeštena stalna izložba zasnovana na zbirkama iz muzeja istorije Demokratske i Savezne Republike Nemačke koje su, nakon pada berlinskog zida, mogle da kombinuju dovodeći do reinterpretacije nemačke istoriografije. Ovaj muzej se dansa smatra jednim od značajnijih muzeja u Nemačkoj. .
U deceniji od 1980. do 1990. godine osnovano je 15 ženskih muzeja u raznim zemljama: 1981: Nemačka; 1983: Sjedinjene Američke Države; 1984: Danska, Nemačka, Australija; 1985: dva muzeja u  Sjedinjenim Američkim Državama, Vijetnam; 1986: dva muzeja u Nemačkoj, Italija; 1987:  Sjedinjene Američke Države, Holandija; 1988: Italija; 1990: Indija.
Danas postoji veliki broj različitih ženskih muzeja na globalnom nivou. Znanja i veštine koje su žene stekle razmjenjivale su ih među sobom i tako uticale su na dalje stvaralaštvo žena.
Muzeji žena su obično privatni muzeji sa statusom udruženja koje je ustanovila grupa hrabrih, istrajnih i kreativnih žena, koja je uspela da se hrabro izbori sa institucijama kao što su tradicionalni muzeji. One su svojom istrajnošću ćenskim muzejima upravljali uz impresivnu posvećenost i kroz dobrovoljni rad, žrtvujući deo svojih profesionalnih života, svoje slobodno vreme muzeju. Sopstvenom kreativnošću one su pronašle načine da svoje vreme koriste ekonomično, organizuju istraživanja i realizuju izložbe i, iznad svega, nađu sponzore kako bi obezbedile potrebna sredstva, što je u suštini najintenzivniji posao.
Svojim postojanjem i radom, ženski muzeji su dobili šanssu da kroz svoj rad žu na nedostatke tradicionalnih muzeja. Pitanja koja su članice ovih muzeja iznele otvorile su put neizbežnim promenama u tradicionalnim muzejima i muzeologiji uopšte. Tako su svojim delom i hrabrim i novim gledanjem na istoriju, umetnost, grad, nauku, ljude, koegzistenciju i identitet – žene nametnule nove zahteve i ponudili alternativu.
U smislu tipologije, većina muzeja (približno 60%) je posvećena istoriji i u svojoj misiji i strategijama naglašavaju izvesne opšte pristupe. Konkretno, to podrazumijeva doprinos ponovnom pisanju istorije svoje zemlje, regije ili države inkorporiranjem rodne dimenzije, kao i povećanje vidljivosti ženskih inicijativa u raznim oblastima društvene i kulturne djelatnosti. Još jedan aspekt koji ovi muzeji stavljaju u prvi plan je privatni i svakodnevni život (rad, porodica, život u kući, telo i rođenje), uključujući teme povezane sa istorijom mode i ženskim nakitom.
- Deo ženskih muzeja u svetu
- Women's Museum, Aarhus
- Ženski muzej u Italiji
- Ženski muzej u Keniji
- Ženski muzej u Kanadi

### Inicijativa za osnivanje Muzeja žena Crne Gore
Ideji za osnivanje ženskog muzeja prethodio je elektronski Muzej žena, projekat civilnog sektora. U tom trenutku suviše malo ljudi, radilo je na njemu i to je bio osnovni problem, da zaživi muzej.
Prema rečima direktorke Nevladine organizacije Nova - Centar za feminističku kulturu Nataša Nelević:
Naša očekivanja su bila da ćemo uspjeti da oko ovog projekta okupimo žensku muzejsku zajednicu i da ćemo tako zajedno raditi na prikupljanju materijala i rekonstrukciji istorije žena Crne Gore. To se, međutim, nije dogodilo, tako da budućnost elektronskog Muzeja zavisi od istrajnosti, marljivosti i posvećenosti malog broja ljudi koji o njemu brinu.
Četiri godine nakon ustanovljenja inicijativa za osnivanje Muzeja žena Crne Gore, krajem septembra 2017. godine, u Crnogorskoj umetničkoj galeriji „Miodrag Dado Đurić“ na Cetinju otvorena je izložba „Drugarice – Ženski pokret u Crnoj Gori 1943—1953“.  Ovaj događaj imao je veliki i praktični i simbolički značaj za buduća nastojanja da se u Crnoj Gori osnuje prvi Muzej žena kao institucija kulture.

Postavkom je obezbijeđen jedan od zakonskih uslova (početni muzejski materijal) za osnivanje Muzeja žena u budućnosti, a u simboličkom smislu ova kulturna manifestacija  je najavila početak procesa osnivanja Muzeja žena (koji u pravnom smislu još nije okončan). 

## Zbirke

### Drugarice ženski pokret u Crnoj Gori 1943-1953
U prvim godinama nakon Drugog svetskog rata, žene Crne Gore napravile su najveći zaokret u svojoj istoriji. Do tada mahom nepismene i neprosvećene, osuđene na večito ponavljanje istih patrijarhalnih sudbina, one u poratnim godinama jasno pokazuju da žele promenu. Politički podsticaj ovom preobražaju dao je revolucionarni pokret, a Komunistička partija ponudila je klasno rešenje ženskog pitanja – sa ukidanjem privatnog vlasništva trebalo je da budu ukinute sve nejednakosti, uključujući i nejednakost žena i muškaraca. Žene se pozivaju da se pridruže antifašističkoj borbi i revolucionarnom pokretu i da se tako istovremeno izbore za slobodu, za novo društvo socijalne pravde i za svoju ravnopravnost. One odgovaraju na poziv. Bore se na frontu i u pozadini. Nakon rata dobijaju prava koja im garantuju jednakost. Ali, one su još neprosvećene i nespremne da koriste novostečena prava. Sa osnivanjem Antifašističkog fronta žena za Crnu Goru i Boku 1943. godine, žene dobijaju svoju političku organizaciju koja će ih tokom narednih deset godina emancipovati i pripremati za korištenje tih prava. Odmah nakon rata započinje ubrzana emancipacija. Žene se opismenjavaju, obrazuju, politički angažuju, zapošljavaju. Ovaj uzlet prekida se početkom 1950-tih kada društvo ulazi u novu, stabilniju fazu razvoja i kada masovno radno angažovanje žena više nije nužno. Žene se sada ohrabruju da se vrate kućama i posvete deci i porodici. Obećano ukidanje eksploatacije ženskog kućnog rada nije se dogodilo, a revolucija je zastala. 

### Stana Tomašević - Arnesen
Od avgusta 1940. godine Stana je bila učiteljica u osnovnoj školi u selu Vrulja (srez Plevaljski), gde je zatekao aprilski rat 1941.
Od samog početka je učestvovala u ratu i bila je nosilac Partizanske spomenice 1941. Sa bratom Dušanom se rano priključila partizanima, preživjela pakao Sutjeske, njemački desant na Drvar i bila prva žena koju je Tito postavio za komesara. Borila se u NOP bataljonu “Jovan Tomašević “, a potom u IV Poleterskoj crnogorskoj brigadi. Bila je članica KPJ od jula 1941, istaknuta politička radnica u partizanskim jedinicama i rukovodilac SKOJ-a i USAOJ-a. U Drvaru je prisustvovala Prvom kongresu USAOJ-a 1944. i tom prilikom je nastala njena čuvena fotografija koju su Englezi štampali na lecima koji su rasturani širom Evrope.

### Sedam decenija od osnivanja AFŽ za Crnu Goru
U duhu odluka Prve zemaljske konferencije Antifašističkog fronta žena Jugoslavije (Petrovac, 6. decembar 1942), u oktobru 1943. godine je otpočelo osnivanje organizacija Antifašističkog fronta žena u Crnoj Gori. Tada je formiran Glavni inicijativni odbor AFŽ-a za Crnu Goru i Boku (Danica Marinović, Lidija Jovanović, Ljubica Kovačević, Dobrila Ojdanić, Bosa Đurović, Bosa Pejović i Đina Prlja).
- Deo zbirke muzeja
- Стана Томашевић на митингу у Никшићу 1944. године.
- Divna Veković
- Ana Marija Marović
- Vukica Mitrović

## Napomene
1. ↑  Autorke izložbe – Natalija Vujošević i Nataša Nelević. Nosilac projekta - Narodni muzej Crne Gore. Pokrovitelj - Ministarstvo kulture Crne Gore.

## Spoljašnje veze
- Muzej žena Crne Gore -veb stranica Muzeja